# Melichthys indicus
Melichthys indicus és un peix teleosti de la família dels balístids i de l'ordre dels tetraodontiformes.

## Morfologia
Pot arribar als 25 cm de llargària total.

## Distribució geogràfica
Es troba des de les costes del Mar Roig i de l'Àfrica oriental fins a les de Tailàndia i Sumatra.